# Stefan Kosiński
Stefan Kosiński, znany też jako Teofil Kosiński (ur. 1 stycznia 1925 w Toruniu, zm. 4 listopada 2003 w Warszawie) – jedyny znany Polak, który został skazany na mocy paragrafu 175 niemieckiego kodeksu karnego penalizującego homoseksualizm.
19 września 1942 został aresztowany przez Gestapo za to, że budował relację z niemieckim żołnierzem stacjonującym pod Toruniem – Willim G. Do maja 1945 roku, kiedy uciekł z więzienia pod Hamburgiem był przetrzymywany w jednostkach penitencjarnych za „sprzeczny z naturą nierząd”. Wraz z Lutzem van Dijkiem napisał książkę wydaną po polsku (Korporacja Ha!art) w 2017 roku pt. Cholernie mocna miłość. Prawdziwa historia Stefana K. i Williego G., która opierała się na wspomnieniach Kosińskiego z okresu II wojny światowej.
Kosiński do śmierci ukrywał prawdę o sobie przed rodziną. Zastrzegał, że ujawnienie jego prawdziwego imienia i nazwiska nastąpić może dopiero po jego śmierci.
Imieniem Teofila Kosińskiego nazwano założone w styczniu 2021 r. Toruńskie Tęczowe Centrum Wsparcia i Integracji „Równik”. Projekt realizowany jest przez Stowarzyszenie Pracownia Różnorodności dzięki dotacji programu Aktywni Obywatele – Fundusz Krajowy, finansowanego z Funduszy EOG.